# Panga poolsaar

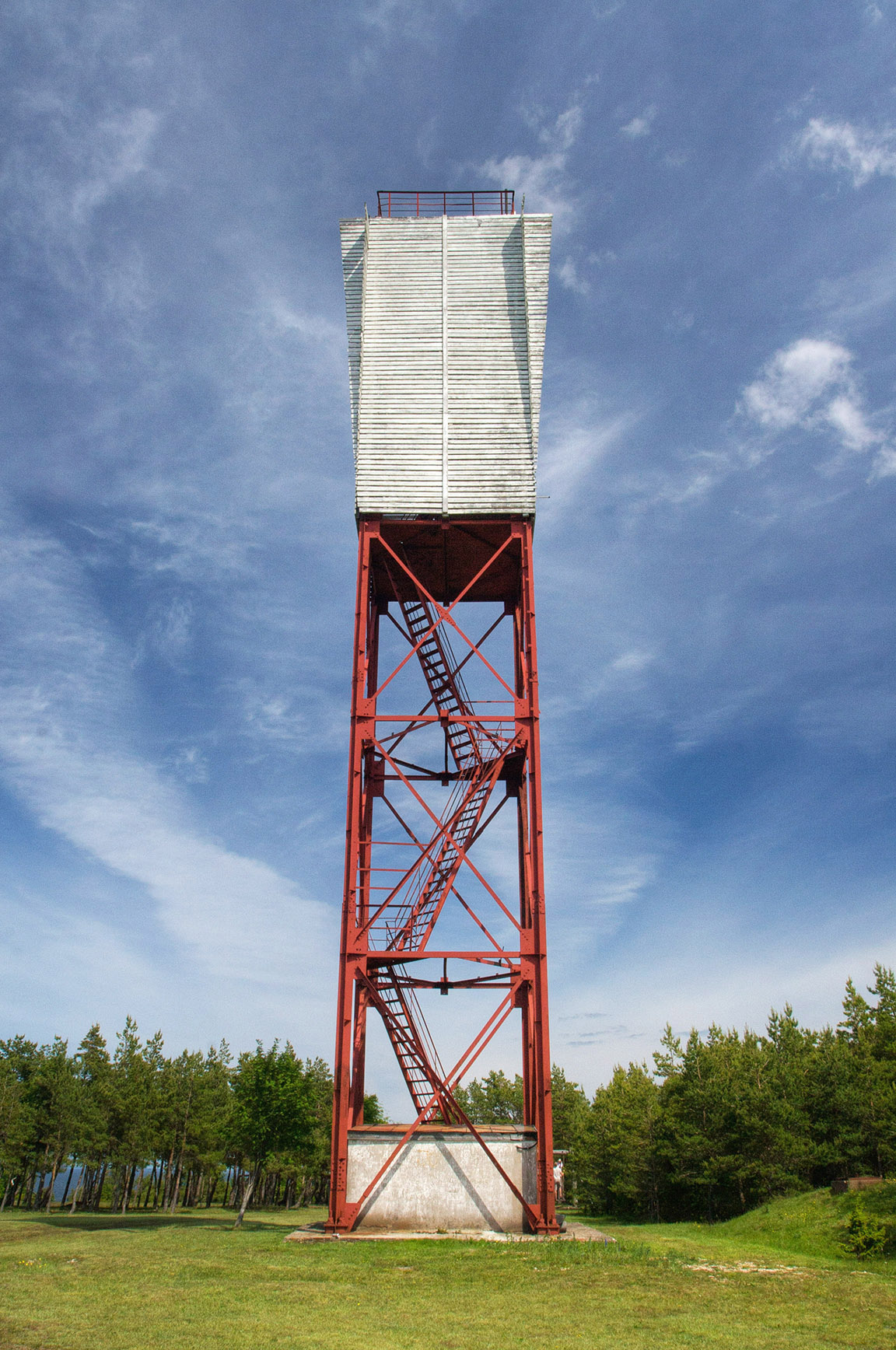
Fyren vid Pangaudden.

Panga poolsaar (Pangahalvön) är en halvö på ön Ösels nordkust i Estland. Den ligger i Ösels kommun (tidigare Mustjala kommun) och landskap, 170 km sydväst om huvudstaden Tallinn. Kusten utgörs av en brant, klippig och omkring 22 meter hög klint som på estniska benämns Panga pank.
Halvön ligger vid byn Panga (tyska: Pank) och avgränsas i väster av viken Küdema laht och i öster av Panga laht. På halvön står en liten fyr (Panga tulepaak). Runt Panga poolsaar är det mycket glesbefolkat, med 3 invånare per kvadratkilometer. Närmaste större samhälle är Mustjala, 12 km söder om halvön.
Årsmedeltemperaturen i trakten är 6 °C. Den varmaste månaden är augusti, då medeltemperaturen är 17 °C, och den kallaste är januari, med −4 °C.